# Stelis diffusa
Stelis diffusa är en orkidéart som beskrevs av Charles Schweinfurth. Stelis diffusa ingår i släktet Stelis och familjen orkidéer. Inga underarter finns listade i Catalogue of Life.